# Симс, Найджел
Дэвид Найджел Симс (англ. David Nigel Sims), также известный как Найджел Симс (англ. Nigel Sims; 9 августа 1931 — 6 января 2018) — английский футболист, выступавший на позиции вратаря. Играл в Футбольной лиге Англии за клубы «Вулверхэмптон Уондерерс», «Астон Вилла» и «Питерборо Юнайтед» в 1950-е и 1960-е годы.

## Биография
Уроженец местечка Котон-ин-зэ-Элмс (Дербишир). В августе 1948 года пришёл из «Стапенхилла» в «Вулверхэмптон Уондерерс» в качестве сменщика Берта Уильямса, дебютировал 18 апреля 1949 года в игре против «Шеффилд Юнайтед» в Первом дивизионе Футбольной лиги. Проходил воинскую службу, в 1950 году сыграл за сборную Британской армии против команды Ирландской футбольной ассоциации. За восемь сезонов в составе «Вулверхэмптона» провёл всего 39 матчей, прежде чем в марте 1956 года ушёл в «Астон Виллу».
Дебют Симса за новый клуб состоялся в том же марте 1956 года против «Бернли». В 1957 году его команда взяла верх в финале Кубка Англии над «Манчестер Юнайтед» со счётом 2:1, а через три года команда выиграла Второй дивизион Футбольной лиги. В 1961 году Симс вместе с «Виллой» одержал победу в первом розыгрыше Кубка Лиги. Симс также сыграл за сборную Футбольной лиги Англии, а в 1958 году был награждён призом «Кубок Террасы» (англ. Terrace Trophy) от болельщиков «Астон Виллы».
Летом 1963 года Симс провёл летом серию матчей за «Торонто Сити» в Профессиональной футбольной лиге Восточной Канады. В сентябре 1964 года, окончательно утратив место в основном составе «Астон Виллы», Симс ушёл в «Питерборо Юнайтед», сыграв там 16 матчей, а затем отправился доигрывать в Канаде, где выступал за «Торонто Фэлконс» в Национальной профессиональной футбольной лиге и за «Торонто Италия».
В августе 2012 года вышла его автобиография «В надёжных руках» (англ. In Safe Hands).